# Lepturges zikani
Lepturges zikani là một loài bọ cánh cứng trong họ Cerambycidae.